# Crise da historiografia

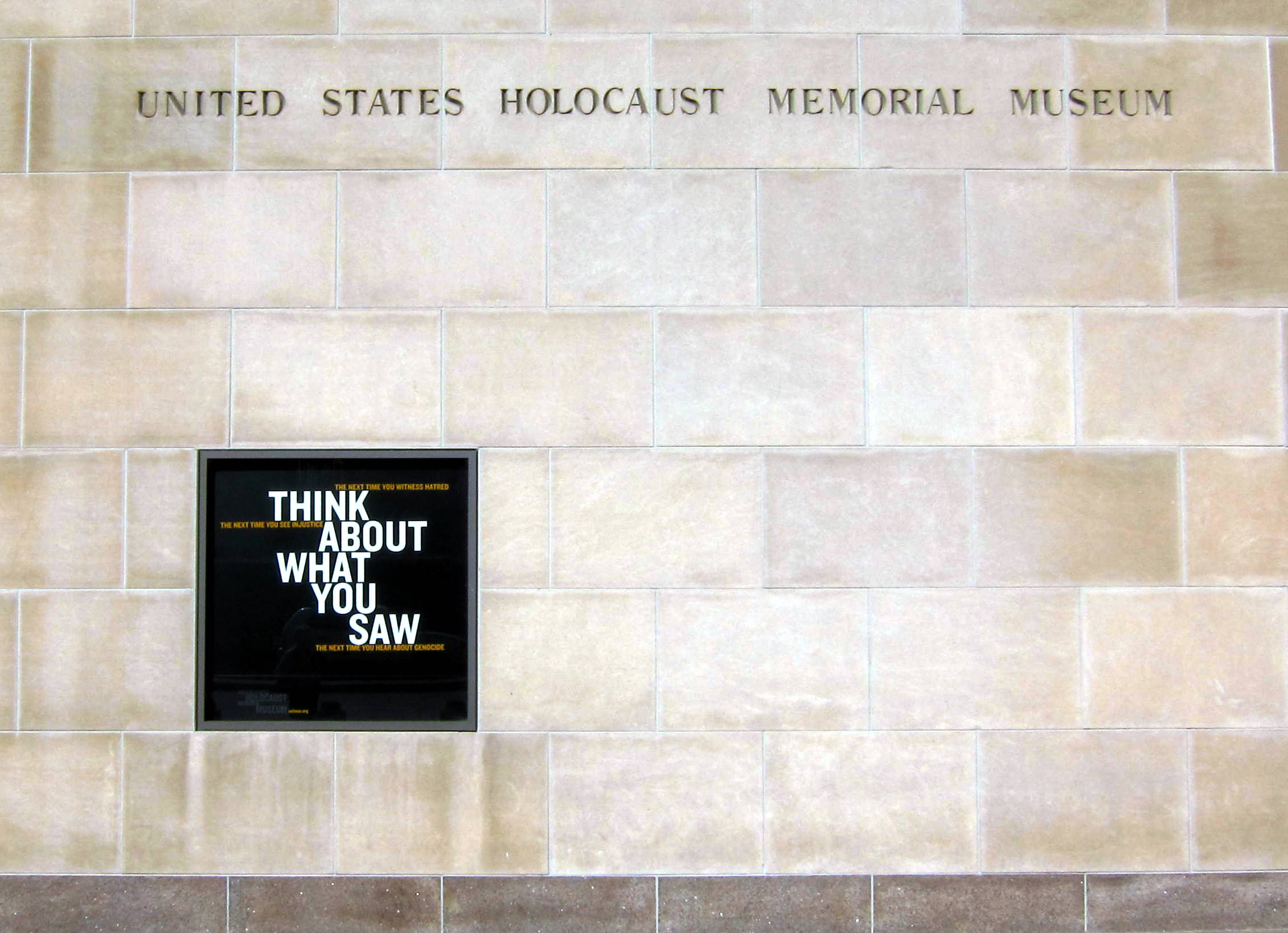
"Pense sobre o que você viu". Frase exposta no Museu Memorial do Holocausto dos Estados Unidos, em Washington.

Crise da historiografia, ou crise da história, se refere a um processo histórico ligado à historiografia, no qual esta já não mais conseguiria lidar com as diferentes demandas por produção e disseminação do conhecimento histórico no presente. Esta crise também pode ser observada no que se refere à legitimidade da historiografia como conhecimento especializado sobre o passado e dos historiadores como portadores deste conhecimento frente a sociedade. Por estar inserida em um processo onde a percepção da distância entre passado, presente e futuro se modifica, fazendo com que as formas desenvolvidas para se lidar com as demandas históricas no passado já não se apliquem às demandas do tempo presente, entende-se que a crise da historiografia está fortemente ligada a uma crise do tempo. 

## Esgotamento
A ideia de esgotamento da historiografia parte da constatação de que as condições de emergência da história como uma disciplina acadêmica, no século XIX, que remete à formação dos estados-nação, a solidificação capitalismo, a expansão do colonialismo e o estabelecimento da burguesia como classe dominante na Europa, deixaram de existir. Por conta disso, a historiografia estaria correndo risco de extinção.
| “ | Se o momento de aceleração do tempo vivido no início do século XIX promoveu o surgimento de toda uma nova rede semântica, com sua temporalidade própria, em nossa contemporaneidade uma nova onda de aceleração e dessincronização social parece estar promovendo o esfacelamento daquela herança. | ” |
| — Turin, Rodrigo (2020). Os tempos da independência: entre a história disciplinar e a história como serviço, p. 5. | |   |

De acordo com o historiador Arthur Lima de Avila, com a obsessão por tornar-se científica, sem questionar as próprias formas organizativas, a historiografia disciplinada teria perdido sua capacidade em responder às questões de ordem prática e de orientação para a solução de problemas relativos à realidade enfrentada pelos seres humanos no presente. Junto da capacidade por suprir essas demandas práticas, a historiografia teria também perdido sua legitimidade como uma forma especializada de construção do saber sobre o passado. Assim, em vez de ser a manifestação superior do saber sobre o passado, entende-se que a historiografia passou a ser apenas uma das formas de representá-lo, estudá-lo e desejá-lo.
A partir da constatação da incapacidade da historiografia em responder às demandas do presente vem à tona a proposição de que a história teria chegado ao fim de suas capacidades políticas e intelectuais. Esta proposição parte da ideia de que a historiografia chegou a um esgotamento de ordem política, referente à capacidade de intervenção crítica na realidade do presente, e um esgotamento intelectual, referente à capacidade de formular novas ideias e propor saídas criativas aos dilemas cotidianos. Tal esgotamento teria como sintoma a sensação de inacessibilidade do passado, relacionada à impossibilidade da construção de narrativas sobre eventos traumáticos, que por sua vez é causada pela superprodução de documentos e imagens sobre os eventos históricos.

## Crise do tempo e neoliberalismo

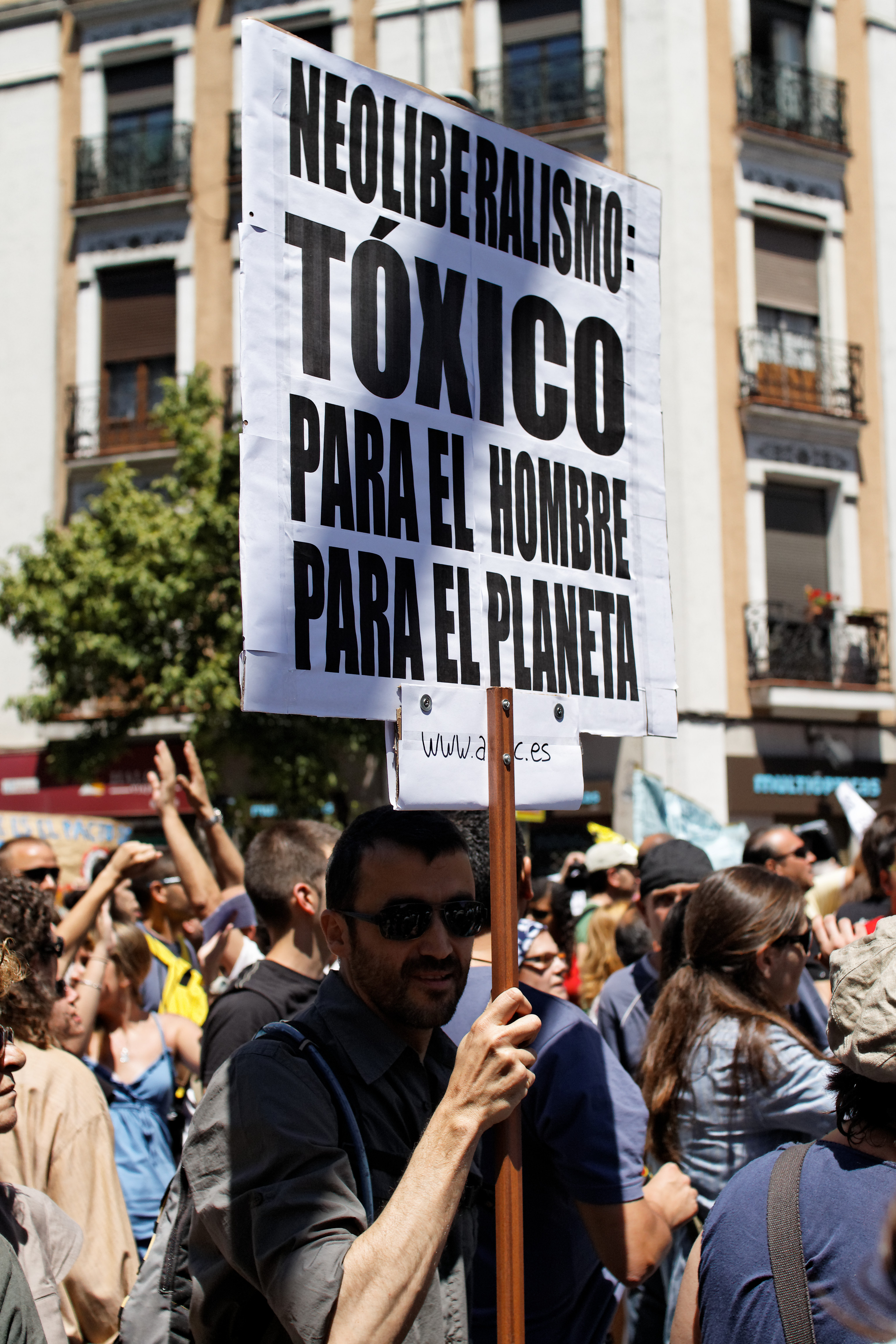
"Neoliberalismo: tóxico para o homem, tóxico para o planeta". Manifestação contra o neoliberalismo, em Madrid.

No mundo neoliberal, as tecnologias parecem ser cada vez mais novas e tornam-se obsoletas com grande rapidez. Desta forma, o distanciamento entre o que estava disponível anteriormente e aquilo que ainda pode existir aumenta, fazendo com que o passado e o presente pareçam ainda mais distantes. 
Como marcador de uma temporalidade neoliberal, esta hiperaceleração do tempo implica também o surgimento de novas narrativas e novos conceitos que dão sentido à história. Antes da consolidação do neoliberalismo, termos como “libertação”, “emancipação” e “projeto" encaminhavam a percepção de que a história estava indo em direção ao futuro. Já nos termos de sua consolidação, a tendência é a fragmentação das narrativas, que passaram a ser conduzidas por ideais de excelência e pela busca por maior flexibilidade. Nos termos da flexibilização, a autoridade sobre estudos do passado deixa de ser exclusividade dos historiadores, fazendo com que a fronteira entre profissionais e amadores da história, constituída no século XIX, seja diluída no século XXI.

### Descompasso temporal
No século XXI, a hiperaceleração aumentou a distância entre os novos fenômenos históricos e as palavras disponíveis para explicá-los e o distanciamento entre passado e presente evidenciou as grandes diferenças entre o contexto histórico no qual a historiografia se estabelece enquanto disciplina e o contexto histórico no qual se vive desde, pelo menos, o final do século XX.

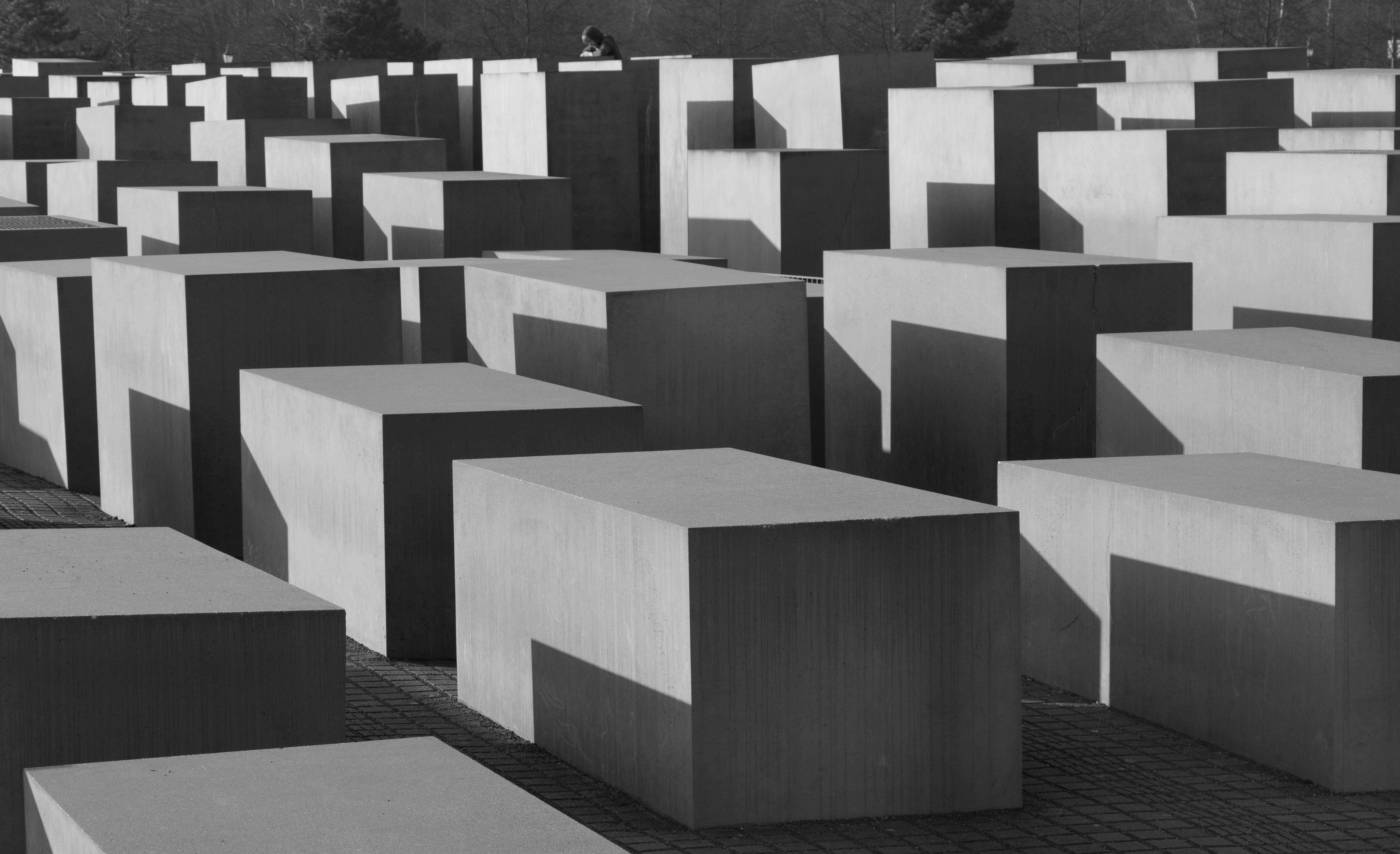
Memorial do holocausto, em Berlim.

Este fenômeno gera um descompasso entre as palavras das quais a humanidade dispõe para explicar a realidade e os novos acontecimentos que demandam explicações.  Assim, haveria um descompasso temporal entre as demandas que levaram à constituição da história como disciplina e as demandas pela interpretação do passado no tempo presente.
Portanto, a historiografia estaria lançando mão de soluções antigas para problemas novos. Assim, cria-se um obstáculo à diferenciação entre o que aconteceu e o que ainda pode acontecer, fazendo com que os eventos traumáticos como o holocausto, passem a ser vistos como a evidência de um passado maligno em oposição a um presente onde o trauma foi superado, sem que sejam feitos questionamentos a respeito das possibilidades de episódios similares ocorrerem no presente.

## Novas mídias

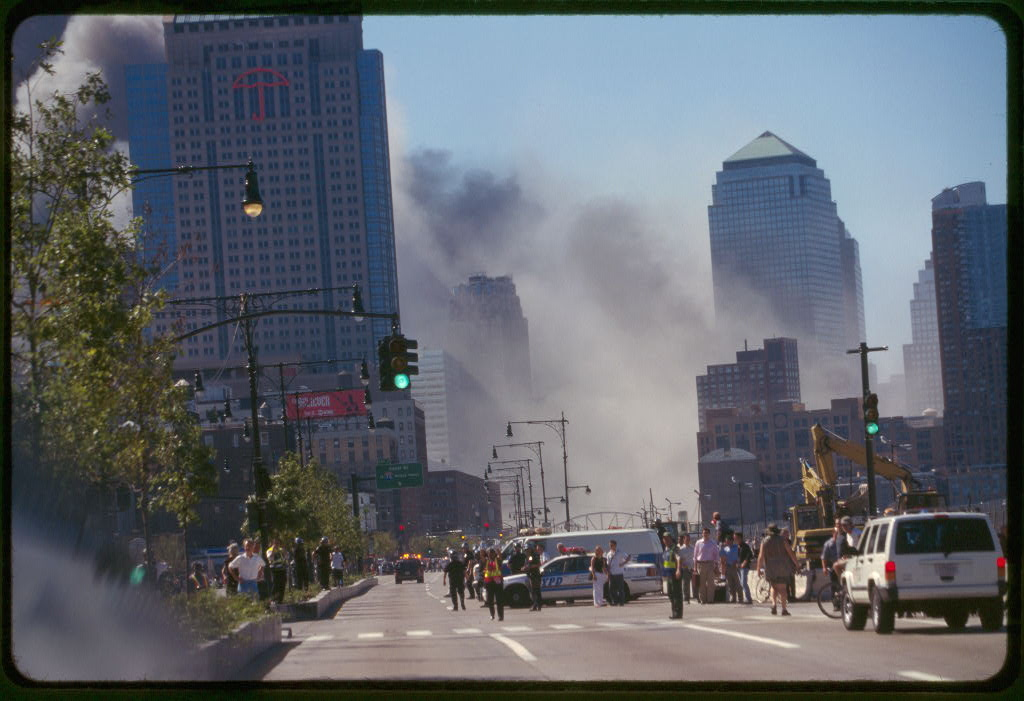
Foto tirada durante os ataques de 11 de setembro de 2001.

Com o advento das novas mídias, o passado passa a ser observado como uma série de figuras expostas, deslocando de sua centralidade o pensamento crítico oferecido pela historiografia e colocando em seu lugar o efeito emocional dos vídeos e fotografias, transformando assim o público em um consumidor de informações engessadas. Desta forma, a história e a memória passam a ser experimentadas através das tecnologias de mídia. 
Um exemplo deste processo são os ataques de 11 de setembro de 2001 às Torres Gêmeas, em Nova York. Neste evento traumático, os limites entre o espectador e a testemunha do ataque se dissolvem por conta de sua grande repercussão midiática, deslocando também os limites entre as relações coletivas e subjetivas com o trauma.  Neste contexto, o limite entre o historiador profissional e o amador também sofre mudanças. Ao tornar-se facilmente acessível ao mundo por meio da internet ou da televisão, o evento torna-se disponível através da proliferação de imagens tiradas no momento dos ataques e divulgadas instantaneamente. Assim, o acontecimento não é controlado institucionalmente pelos historiadores, mas também pelas testemunhas, com as quais se confundem os espectadores. 

### Mídias digitais e arquivos

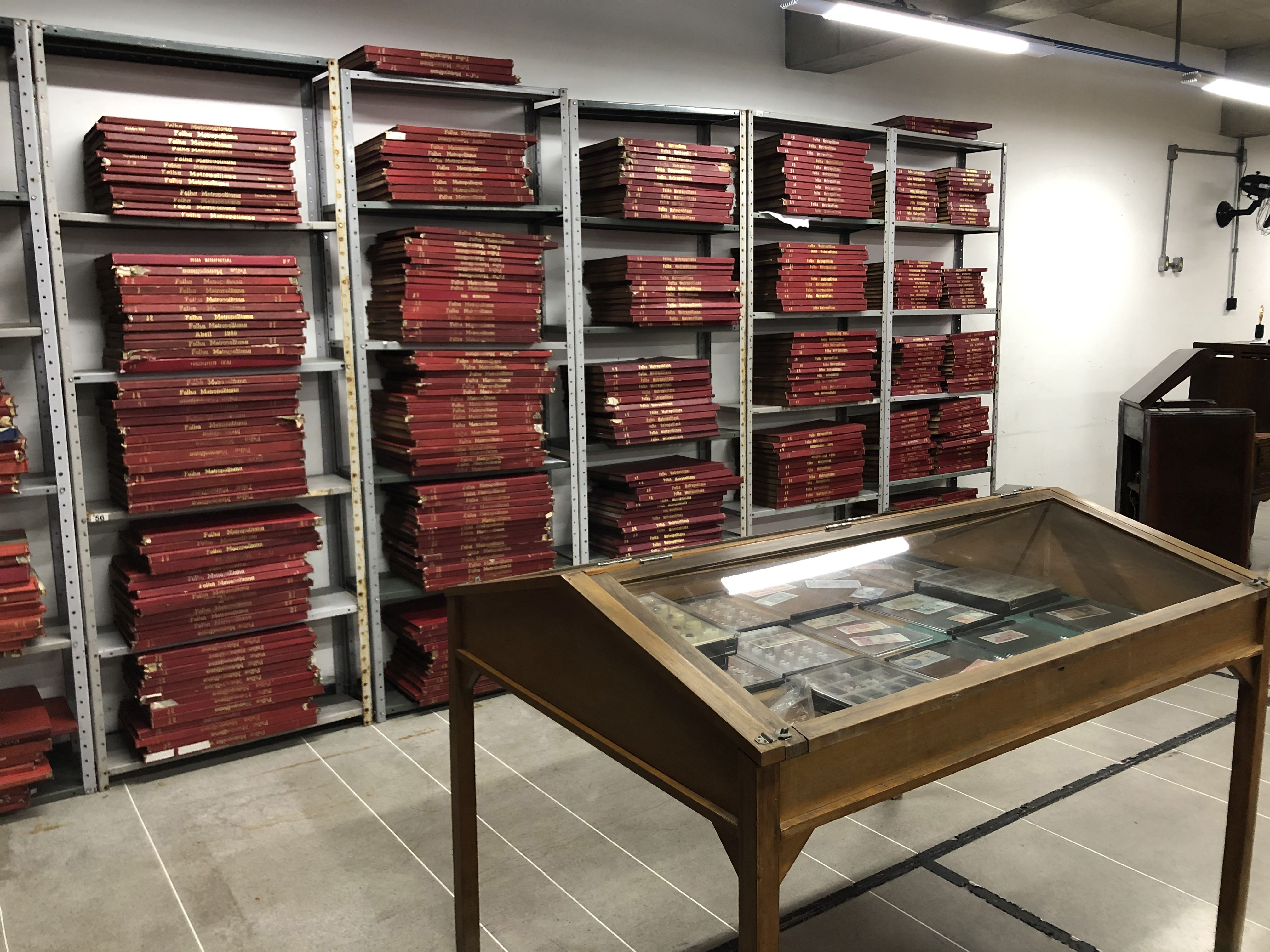
Arquivos do Arquivo Municipal de Guarulhos.

As mídias digitais entregam à historiografia novas perspectivas e possíveis saídas aos golpes sofridos. Com o sentimento de que a historiografia está deslocada da sociedade, historiadores acabam buscando ocupar o espaço digital com suas produções, indo assim em direção a novas formas de divulgar e apresentar o conhecimento histórico na internet.  O digital, no entanto, apresenta-se como desafio aos historiadores por ser uma nova cultura, com uma linguagem diferente daquela com a qual estão acostumados e também por conta da correspondência do mundo digital a uma dinâmica de espaço e tempo própria. 
Outro elemento presente nos debates sobre a implicação das novas mídias na historiografia é o deslocamento do papel do historiador na administração de arquivos digitais. Neste processo, a teoria da história passa a ser deslocada dos debates sobre memória, esquecimento e mapeamento dos fundamentos das documentações por conta das características e linguagem próprias ao mundo digital, o que alimenta a crise da disciplina. Alguns dos resultados e agravantes deste problema são a exclusão de historiadores do trato com os vestígios do passado e a ocupação dos arquivos por profissionais sem formação para lidar com as documentações, a ocupação dos espaços por grandes corporações privadas que controlam dados pessoais de usuários e a dissolução da memória como elemento formador do espaço público. 

## Historiografia e sociedade
A crise da historiografia pode ser observada a partir de elementos externos e internos a ela. Externamente, a demanda acelerada por produtividade no mundo capitalista aliou-se às novas formas de relação entre o Estado, a sociedade e as universidades. Já internamente, surgem novas necessidades por produção e divulgação de conhecimento histórico profissional, em busca de legitimar a existência da historiografia frente às demandas do mundo capitalista.

### Universidades
As universidades tomam peso nesta relação por serem entendidas como um lugar que confere peso institucional à disciplina da história e onde esta encontra seus modos de produção e reprodução. Por conta disso, são alvos de críticas os efeitos que as metodologias de avaliação e organização do processo de formação de historiadores causam nas formas de se pensar e produzir história. Entre estes efeitos estão a busca incessante por atingir altos índices de produtividade e a lógica concorrencial nas relações entre professores universitários. A busca por atingir maior êxito nas avaliações internas causaria um afastamento dos historiadores da população não acadêmica, o que acabaria contribuindo também ao agravamento da crise da história como disciplina. Historiadores marxistas como Ciro Flamarion Cardoso e Michel Zaidan Filho criticaram, no fim dos anos 1980, a relação da historiografia acadêmica com o mercado editorial e a indústria cultural, o que implicaria em um reacionarismo. Também a profissão dos historiadores estaria em risco, porque trabalharia com pressupostos nos quais os historiadores não podem mais acreditar. Assim, a sobrevivência da profissão passaria por repensar seus pressupostos, em vez de insistir em afirmá-los. A esta prática relaciona a busca por indisciplinar a historiografia, ou seja, encontrar novas formas de se pensar, fazer e apresentar o conteúdo produzido nos departamentos de história das universidades.

### Sociedade

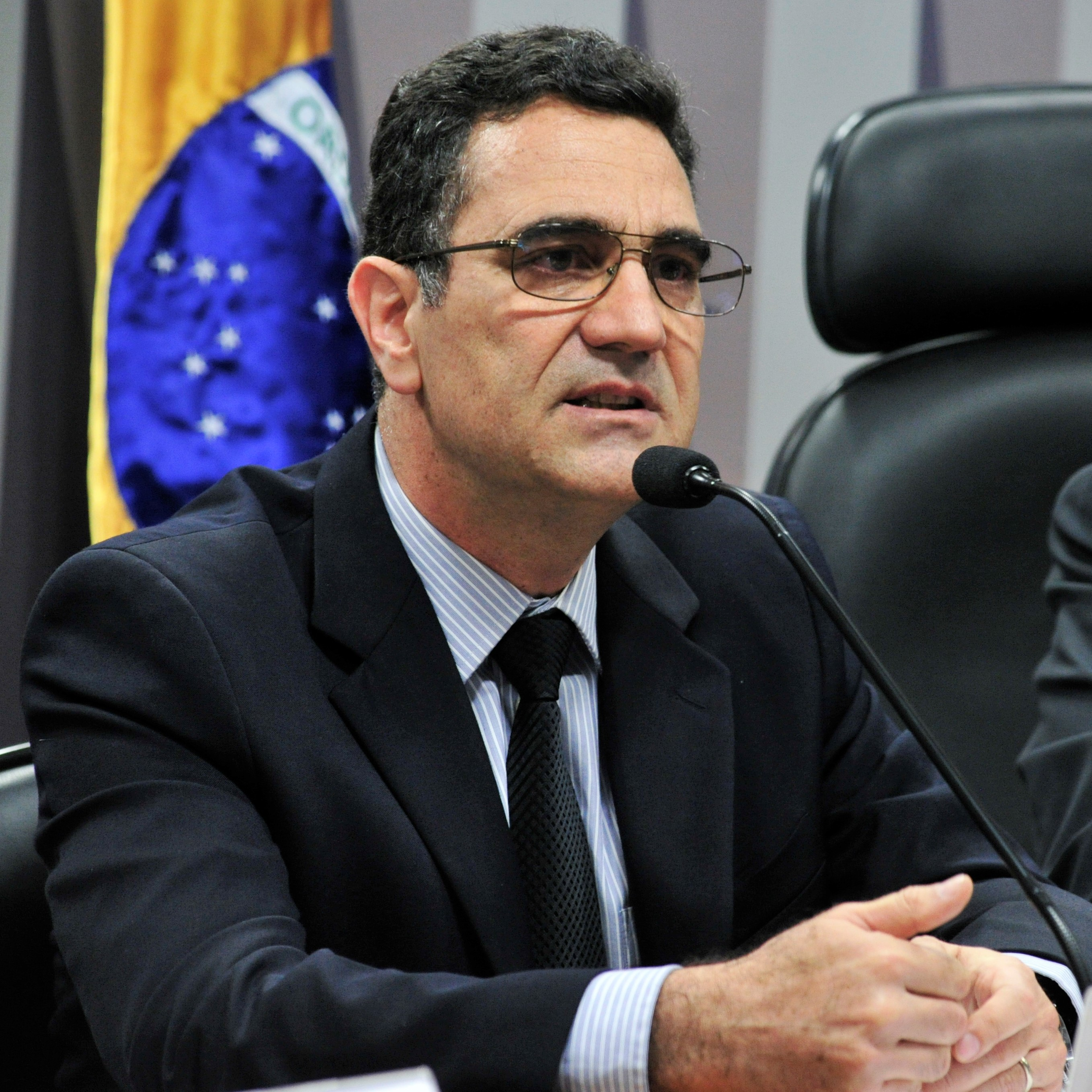
Miguel Nagib, proponente do projeto Escola Sem Partido.

Há um senso comum neoliberal de que as humanidades não são economicamente rentáveis, o que acaba por relacionar-se ao pensamento de que a história representa um risco à família e à moral religiosa ao caminhar na direção de uma doutrinação ideológica. Também o Estado toma parte neste processo ao abrir mão do pensamento crítico oferecido pelos historiadores em nome da oferta informativa das novas mídias. 
Entre os acadêmicos, a crise da história é enunciada em debates sobre a dificuldade de encontrar espaços de diálogo com públicos amplos e a sensação de que existe um deslocamento do conhecimento histórico especializado em relação à sociedade. Este distanciamento pode ser observado através dos diversos casos de negacionismo histórico nas mídias sociais. São exemplos da tensão entre a historiografia e a sociedade capitalista o senso comum de que as ciências humanas e sociais não fariam parte das necessidades mais urgentes para o desenvolvimento de uma sociedade e a revogação da obrigatoriedade do ensino de ciências humanas nas escolas. No Brasil, o Escola Sem Partido é entendido como uma forma de criminalização da liberdade de ensino dos professores de história sob o pretexto de se combater uma suposta doutrinação ideológica por parte dos professores de ciências humanas.

## Mercado de trabalho
A busca pela quebra com as formas tradicionais da disciplina e do ensino da história também se relaciona com as demandas dos historiadores por trabalho. Argumenta-se que o ensino formal da historiografia acadêmica não teria condições de contemplar o grande número de graduados, mestres e doutores em história, tanto em número de vagas de emprego disponíveis quanto em possibilidades de atuação profissional, que na maioria dos casos estaria limitada às escolas e universidades.
Em comparação com o século XIX, os tempos de crise impuseram mudanças nas relações entre historiadores e Estado. No contexto da formação da historiografia como disciplina, o Estado era o grande interessado em profissionalizar o trabalho com o passado, já que era interesse dos governantes fazer com que as histórias nacionais fossem escritas e narradas nos termos da legitimação do Estado como instituição. Já no século XXI, é possível ver a constante busca de historiadores por posicionarem-se no mercado de trabalho nos termos da prestação de serviços, em um contexto de transformação dos postos de trabalho e diversificação das possibilidades e demandas de consumo do passado nas mídias sociais. Assim, as ocupações dos historiadores também diversificaram-se, abrangendo uma atuação que vai dos arquivos e museus até o trabalho nas redes sociais e a conformação do campo da história digital.

### Artigos acadêmicos
- Avila, Arthur (2018). «O fim da história e o fardo da temporalidade». Tempo & Argumento. 10 (5): 243-266. doi:10.5965/2175180310252018243
- Eley, Geoff (2011). «The past under erasure? history, memory, and the contemporary». Journal of Contemporary History. 46 (3): 555=574. doi:10.1177/0022009411403342
- Kosteczka, Luiz Alexandre (2020). «História (in)disciplinada nos dilemas do presente». Revista de Teoria da História. 23 (1): 331-339. ISSN 2175-5892
- Laitano, Bruno (2020). «(Con)figurações do historiador em um tempo marcado pela disrupção tecnológica». Esboços: histórias em contextos globais. 45 (27): 170-186. doi:10.5007/2175-7976.2020.e67217
- Lucchesi, Anita (2014). «Por um debate entre história e historiografia digital». Boletim historiar (2): 45-57. ISSN 2357-9145
- Marino, Ian Kisil; Nicodemo, Thiago; Silveira, Pedro Telles (2020). «Arquivo, memória e big data: uma proposta a partir da COVID-19». Cadernos do Tempo Presente. 11 (1): 90-103. ISSN 2179-2143
- Moreira, Igor Lemos (2020). «Debates para (in)disciplinar a história». Tempo & Argumento. 12 (20): 2-8. ISSN 2175-1803. doi:10.5965/2175180312302020e0602
- Silveira, Pedro Telles (2016). «Da história instantânea ao arquivo infinito: arquivo, memória e mídias eletrônicas a partir do Center for History and New Media (George Mason University, EUA)». Faced da História. 3 (1): 24-42. ISSN 2358-3878
- Turin, Rodrigo (2017). «Entre o passado disciplinar e os passados práticos: figurações do historiador na crise das humanidades». Tempo. 24 (2): 186-205. doi:10.1590/TEM-1980-542X2018v240201
- Turin, Rodrigo (2020). «Os tempos da independência: entre a história disciplinar e a história como serviço». Almanack (25): 1-39. doi:10.1590/2236-463325ef00120

### Livros e capítulos de livro
- Avila, Arthur (2019). «O que significa indisciplinar a história?». In:  Avila, Arthur; Nicolazzi, Fernando; Turin, Rodrigo. A História (In)disciplinada. Vitória, ES: Milfontes. pp. 19–51. ISBN 978-8594353-64-1
- Avila, Arthur; Nicolazzi, Fernando; Turin, Rodrigo (2019). «Apresentação». In:  Avila, Arthur; Nicolazzi, Fernando; Turin, Rodrigo. A História (In)disciplinada. Vitória, ES: Milfontes. pp. 7–18. ISBN 978-8594353-64-1
- Burgess, Joel; Elias, Amy (2016). Time:a vocabulary for the present. Nova York: New York University Press. pp. 1–384. ISBN 978-1479874842
- Oliveira, Maria da Glória (2019). «A história disciplinada e seus outros: reflexões sobre as (in)utilidades de uma categoria». In:  Avila, Arthur; Nicolazzi, Fernando; Turin, Rodrigo. A História (In)disciplinada. Vitória, ES: Milfontes. pp. 53–72. ISBN 978-8594353-64-1